# Индокитайская шарнирная черепаха
Индокитайская шарнирная черепаха (лат. Cuora galbinifrons) — вид черепах.

## Описание
Общая длина карапакса достигает 19—19,8 см. Наблюдается половой диморфизм: самки крупнее самцов и имеют немного выпуклый и плоский пластрон. Панцирь сильно куполообразный, карапакс уплощён, вытянутый или высокий и округлый, соединён с пластроном эластичной связкой. Пластрон состоит из 2-х частей, соединённых шарнирной связкой, благодаря чему, черепаха может полностью закрывать панцирь. Череп укороченный. Между пальцами конечностей есть небольшие плавательные перепонки.
Голова бледная, коричнево-зелёная, по бокам проходит белая линия. Карапакс тёмно-коричневый. встречаются особи с тёмно-коричневой полосой. Позвоночный киль жёлтого цвета, а два боковых киля более бледные. Пластрон однородно чёрный, кроме жёлтых грудных и брюшных щитков. Встречается пластрон с большими или маленькими чёрными пятнами.

## Ареал и места обитания
Обитает во Вьетнаме от Тонкина к Аннаму, а также на о. Хайнань и в провинции Гуанси (Китай).
Любит горные ручьи, кустарниковые заросли и верховые леса. Молодые черепахи полностью водные, в отличие от взрослых. Питается рыбой, моллюсками, ракообразными, фруктами и овощами. Охотится в воде и на суше.

## Размножение
Спаривание стимулируется похолоданием на 2 месяца и сокращением светового дня. Ухаживание возможно как на суше, так и в воде. Обычно откладывание яиц происходит в июле. Яйца белые и удлиненные. В год бывает 2 кладки по 1—2 яйца в каждой. Инкубация длится 65—72 суток.